# Oberkirch (Germania)
Oberkirch è una città tedesca di 20 092 abitanti, situata nel land del Baden-Württemberg.